# Salwador na Letnich Igrzyskach Paraolimpijskich 2004
Salwador na Letnich Igrzyskach Paraolimpijskich 2004 w Atenach reprezentowało dwoje lekkoatletów. Był to drugi występ Salwadoru na igrzyskach paraolimpijskich (poprzedni miał miejsce w roku 2000).

## Wyniki

### Lekkoatletyka
Mężczyźni
| Zawodnik      | Konkurencja            | Eliminacje | Eliminacje | Półfinał | Półfinał | Finał    | Finał   | Źródło |
| Zawodnik      | Konkurencja            | Rezultat   | Miejsce    | Rezultat | Miejsce  | Rezultat | Miejsce | Źródło |
| ------------- | ---------------------- | ---------- | ---------- | -------- | -------- | -------- | ------- | ------ |
| William Rivas | bieg na 100 metrów T54 | 17,22      | 7          | NQ       | NQ       | NQ       | NQ      | [ 2 ]  |
| William Rivas | maraton T54            | —          | —          | —        | —        | DNS      | DNS     | [ 3 ]  |

Kobiety
| Zawodnik       | Konkurencja            | Eliminacje | Eliminacje | Finał    | Finał   | Źródło |
| Zawodnik       | Konkurencja            | Rezultat   | Miejsce    | Rezultat | Miejsce | Źródło |
| -------------- | ---------------------- | ---------- | ---------- | -------- | ------- | ------ |
| Marleny Chauez | bieg na 200 metrów T54 | 40,01      | 5          | NQ       | NQ      | [ 4 ]  |